# Gardna Wielka
Gardna Wielka (kaszb. Garnô lub Wielgô Garnô, słowiń. Vjélgå Garnåu, niem. Groß Garde) – stara słowińska wieś, dawniej rybacka, położona w Polsce w województwie pomorskim, w powiecie słupskim, w gminie Smołdzino na Wybrzeżu Słowińskim i nad jeziorem Gardno. 

## Nazwa
Nazwa, wzmiankowana po raz pierwszy w 1237 w postaci Gardena, ma pochodzenie słowiańskie i charakter kulturowy. Powstała przez dodanie do pom. nazwy pospolitej *gardъ (psł. *gordъ, kasz. gard, pol. gród) formantu *-ьnaja. Friedrich Lorentz odnotował formy nazwy miejscowości w lokalnych gwarach słowińskich: Vjẽlgå Gărnǻu̯, Vjẽlgå Gărnáo̯ wraz z nazwami mieszkańców: Gãrȝȯu̯n, Gãrȝȯu̯nkă „gardnianin, gardnianka”. Nazwa niemiecka Groß Garde jest adaptacją fonetyczną nazwy słowińskiej z wyróżnikiem groß „wielki”, dodanym w celu odróżnienia od sąsiedniej miejscowości Klein Garde „Gardna Mała”. Obecność tego wyróżnika w nazwie słowińskiej i współczesnej nazwie polskiej jest wynikiem przeniesienia z nazwy niemieckiej.
Nazwa jeziora Gardno została przeniesiona z nazwy tej miejscowości. 
Rada Języka Kaszubskiego proponuje kaszubską formę nazwy Gardnô Wiôlgô.

## Historia
Już w VII-VIII w. pojawiały się na tym terenie pierwsze słowiańskie osady i grodziska.
Stara osada słowińska, wzmiankowana już w XIII w. Zabudowa wsi jest zbliżona do ulicówki, z placem pośrodku wsi, prawdopodobnie w miejscu średniowiecznego grodziska. Gardna była najstarszym ośrodkiem parafialnym regionu słowińskiego, parafię założył tu w XIII w. książę Świętopełk. Wieś była wówczas własnością biskupów gnieźnieńskich.
W 1765 r. doszło tu do zamieszek, gdyż mieszkańcy nie chcieli zaakceptować nowo mianowanego pastora, który nie władał językiem kaszubskim. Mieszkańcy Gardny długo opierali się germanizacji.
Kościół z XV w., przebudowany w 1842 roku; w kościółku stara chrzcielnica granitowa i ekspresjonistyczny obraz w ołtarzu namalowany przez kołobrzeskiego pastora Paula Hintza. W 1845 r. w kościele wygłoszone zostało ostatnie kazanie w narzeczu słowińskim. Zabytkowy neogotycki kościół parafialny pod wezwaniem Nawiedzenia Najświętszej Maryi Panny (dawniej św. Stanisława) przybrał ostateczną formę w 1852 r.. W dzisiejszych murach zachowane są pozostałości świątyni średniowiecznej. Na przykościelnym placu, dawnym cmentarzu zachowały się zabytkowe płyty nagrobne z zatartymi już napisami, datowane nawet na XVI w. Są tu też pozostałości pomnika poległych w czasie I wojny światowej.
W 1856 r. uczony rosyjski Aleksander Hilferding prowadził tu badania nad Słowińcami. W 1890 roku wieś zamieszkiwało około 400 Kaszubów. Gardna Wielka była jedną z niewielu miejscowości w granicach obecnego powiatu słupskiego w której autochtoniczni Kaszubi, a dokładniej Słowińcy przetrwali do XX wieku.
W latach 1945–54 siedziba gminy Gardna Wielka. W latach 1954–1971 wieś należała i była siedzibą władz gromady Gardna Wielka, po jej zniesieniu w gromadzie Smołdzino. W latach 1975–1998 miejscowość administracyjnie należała do województwa słupskiego.
W miejscowości był przystanek kolejowy Gardna Wielka.

## Religia
We wsi znajdują się:
- Parafia Ewangelicko-Augsburska Świętego Krzyża w Słupsku[18], Filiał w Gardnie Wielkiej,
- Parafia Nawiedzenia Najświętszej Maryi Panny w Gardnej Wielkiej – parafia rzymskokatolicka.